# Rue Morey
La rue Morey est une voie de la commune de Nancy, dans le département de Meurthe-et-Moselle, en région Lorraine.

## Situation et accès
La rue Morey est sise à proximité de la gare de Nancy et de la place Thiers, à l'ouest de la Ville-neuve, et appartient administrativement au quartier Charles III - Centre Ville. Elle va de la rue Victor-Poirel à la rue Mazagran.

## Origine du nom
Elle porte le nom de l'architecte nancéien Prosper Morey (1805-1886).

## Historique
Cette rue est ouverte par décret présidentiel du 27 décembre 1888, d'après un projet de 1888, pour dégager la façade monumentale de la Salle Poirel. Un décret lui donne son nom actuel le 8 avril 1889.
Elle fut tracée à travers une ancienne caserne, dite caserne des Prémontrés installée dans les locaux du couvent des Prémontrés après la Révolution. Du couvent, il ne reste que l'église devenue temple protestant.

## Bâtiments remarquables et lieux de mémoire
- Elle longe, côté sud, l'entrée du personnel et de livraison des anciens Magasins Réunis, aujourd'hui Printemps[2].